# Swetlana Ponomarenko

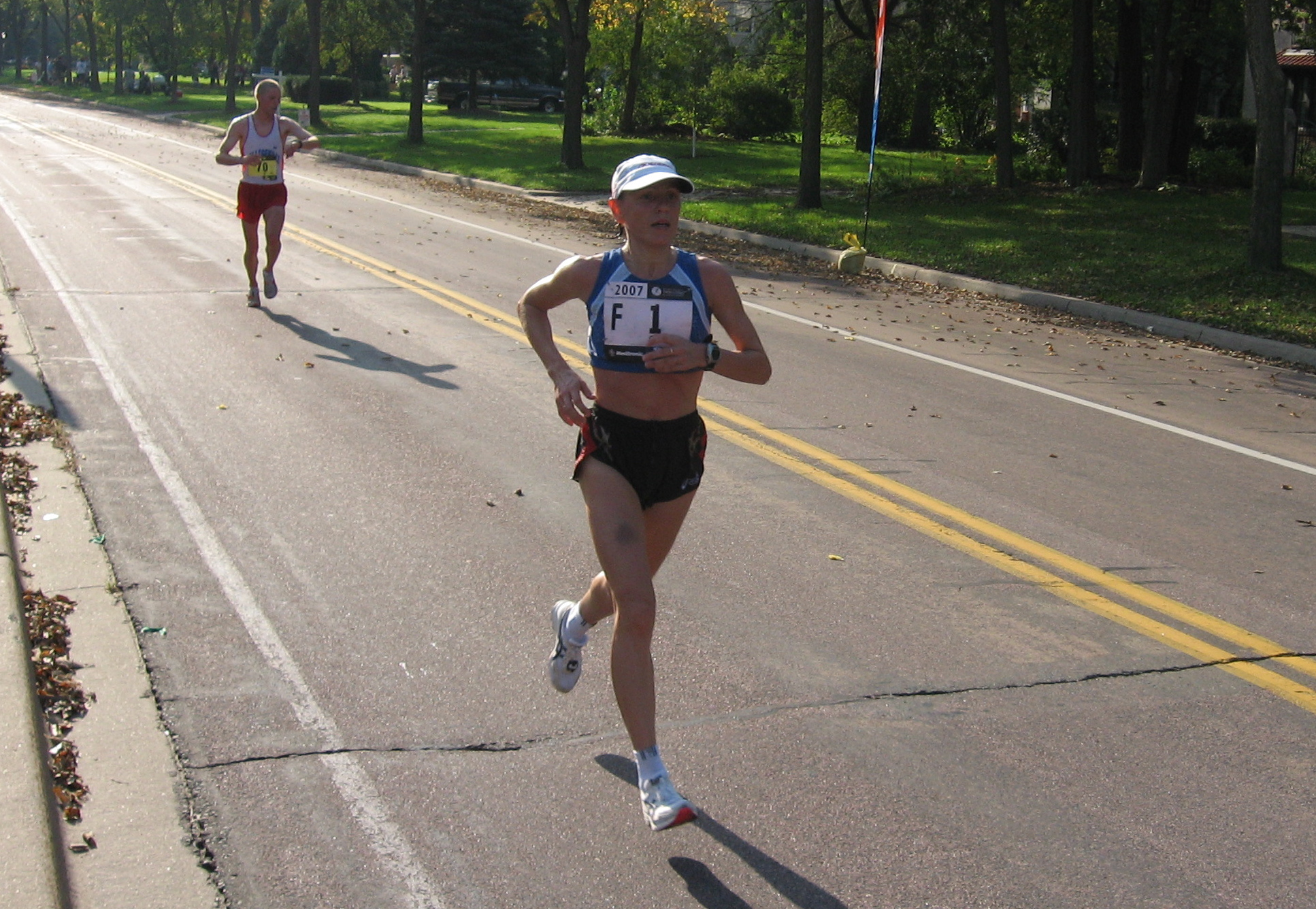
Swetlana Ponomarenko

Swetlana Ponomarenko (russisch Светлана Пономаренко, engl. Transkription Svetlana Ponomarenko; * 28. November 1969) ist eine russische Marathonläuferin.
2000 wurde sie Sechste beim Rom-Marathon. 2004 wurde sie Dritte beim Athen-Marathon und im Jahr darauf Vierte beim Prag- und Fünfte beim Frankfurt-Marathon.
2006 siegte sie beim Frankfurt-Marathon in 2:30:05 h und beim Dallas White Rock Marathon in ihrer persönlichen Bestzeit von 2:29:55. 2007 gewann sie den Twin Cities Marathon und den Athen-Marathon mit dem Streckenrekord von 2:33:19, 2008 den Country Music Marathon und den Dallas White Rock Marathon.